# Лорик Цана
Лорик Цана (често изписван и като Лорик Кана) е бивш албански футболист, полузащтиник. Цана е бивш капитан на представителния тим на своята страна, за който е рекордьор по участие, като има 93 изиграни мача.

## Кариера
Цана е юноша на швейцарския тим Дардания Лозана, чийто треньор е баща му Агим. През 2000 г. талантливият полузащитник е поканен на проби от английския Арсенал, но не успява да получи виза и да замине за Острова. Същата година е привлечен от Пари Сен Жермен. Цана играе в дублиращия тим на парижани до 2003 г., като печели Аматьорския шампионат на Франция.
През сезон 2003/04 става важна част от първия тим на ПСЖ, като изиграв 32 мача в Лига 1 и вкарва 1 гол. Парижани печелят Купата на Франция и завършват втори в шампионата. През 2004/05 Лорик отново е на ниво за тима, като играе във всички двубои от груповата фаза на Шампионската лига, където ПСЖ остава последен в компанията на Челси, Порто и ЦСКА Москва. През лятото на 2005 г., след идването на Лорен Форние начело на ПСЖ, Цана се оказва ненужен и подписва с Олимпик Марсилия.
В първия си сезон в Марсилия, Цана достига финала на Купата на Франция, където Олимпик губи от бившия тим на Лорик ПСЖ. Въпреки това, халфът получава и златен медал от турнира, тъй като в самото начало на сезона има мачове за парижани. През 2006/07 изиграва 33 мача в първенството, а Марсилия завършва на второ място. От 2007 г. Цана е капитан на отбора. Албанецът обаче не успява да спечели нито един трофей с отбора. С Лорик в състава си Марсилия завършва два пъти на второ място и два пъти играе финал за Купата.
През 2009 г. Цана преминава в тима на Съндърланд и подписва за 4 години Скоро треньорът Стив Брус обявява Цана за капитан на отбора. Лорик става първият албенец във Висшата лига и записва 31 мача за „черните котки“. През сезона халфът получава 10 жълти картона и пропуска няколко мача поради травма. Само след сезон в Англия, Лорик подписва с Галатасарай. Полузащитникът изкарва труден сезон в отбора, който завършва едва на 8-а позиция.
На 3 юли 2011 г. Цана преминава в Лацио като част от сделката за вратаря Фернандо Муслера. През първия си сезон в Италия често страда от контузии и изиграва само 15 срещи. Все пак Лорик блесва с красив гол в двубоя с Аталанта. През 2012/13 записва 38 мача във всички турнири, като помага за доброто представяне на Лацио в Лига Европа. Същия сезон печели и Купата на Италия. Цана продължава да е част от основата на лациалите, като за сезон 2013/14 е избран за четвъртия най-добър защитник в Серия А за сезона. Лорик, който е по-често използван като централен защитник, губи конкуренцията на Стефан де Врай и Сантяго Джентилети и напуска тима през 2015 г.
През лятото на 2015 г. подписва с Нант.

## Национален отбор
Цана има възможност да играе за отборите на Франция, Швейцария и Албания, притежавайки тройно гражданство. Лорик избира Албания през 2003 г. и дебютира за тима на 11 юни 2003 г. срещу Швейцария в квалификация за Евро 2004. От октомври 2011 г. е капитан на тима, наследявайки лентата от Алтин Лала.
Цана изиграва основна роля в класирането на албанците за Евро 2016 – първото голямо първенство в историята на отбора. В първия мач от групата срещу Швейцария, Цана получава червен картон, а Албания губи с 0:1.

## Успехи

### Клубни
- Купа на Франция – 2003/04
- Купа на Италия – 2012/13

### Индивидуални
- Футболист на годината в Албания – 2004, 2005, 2006
- Футболист на годината в Албания според феновете – 2009